# Théo Van Rysselberghe
Pour les articles homonymes, voir Famille Van Rysselberghe.
Théo Van Rysselberghe, né à Gand (Belgique) le 23 novembre 1862 et mort à Saint-Clair au Lavandou (Var) le 13 décembre 1926, est un peintre belge, connu pour avoir été l'un des principaux représentants du divisionnisme en Belgique.
Acquis aux idées anarchistes, ami intime d’Élisée Reclus et de Paul Signac, il donne des dessins à la presse libertaire dont Les Temps nouveaux de Jean Grave de 1897 à 1911.

## Biographie
Théo Van Rysselberghe ou Théophile Van Rysselberghe de son nom de baptême est le fils de Jean-Baptiste Van Rysselberghe, menuisier, et de Mélanie Rommens, de la famille Van Rysselberghe. Il est le frère de Charles Van Rysselberghe et Octave Van Rysselberghe, tous les deux architectes. Il épouse Maria Monnom en 1889. Ils ont une fille, Élisabeth (née en 1890), qui est la mère de Catherine, l'unique enfant d'André Gide. Elle a neuf ans lorsque ses parents deviennent des proches d'André Gide. Un double coup de cœur réciproque s'établit entre Maria et Gide d'une part, et entre Élisabeth et le même Gide d'autre part.
Après la mort de son époux Octave Maus en 1919, son épouse Madeleine publie en 1926 un hommage sous forme de recueil de ses activités dont les expositions, qu'elle dédie à Théo Van Rysselberghe qui avait fait le portrait de Madeleine en 1898, ainsi qu'à Vincent d'Indy, les amis les plus proches de son défunt mari : Trente années de lutte pour l'Art.
En fin de vie, il confie à son ami Jean Vanden Eeckhoudt la tâche de terminer un ensemble de trois grandes œuvres décoratives commandées pour le château du Pachy à Morlanwelz et lui lègue également son matériel de peinture.

### Formation
Pendant deux ans, de 1878 à 1880, il suit des cours du soir de dessin à l’Académie royale des beaux-arts de Gand. En 1878–1879, il fréquente les ateliers ‘Statues antiques’ de Théodore Canneel et ‘Anatomie’ de Joseph Morel et en 1879–1880, il s’inscrit aux cours de ‘Modèle vivant’ et d’‘Anatomie’ chez Morel. Il suit également les cours ‘Construction’ et ‘Étude de la transparence’, donnés par Joseph De Waele.
Après ses études à Gand puis à l'Académie de Bruxelles sous la direction de Jean-François Portaels et de Léon Herbo, Théo Van Rysselberghe participe à une exposition au Salon de Bruxelles pour la première fois en 1881.

### Voyages au Maroc
En 1882 il remporte une bourse qui lui permet de voyager en Espagne en compagnie de Darío de Regoyos et de Frantz Charlet. Il admire tout particulièrement les « vieux maîtres » au musée du Prado. À Séville, ils rencontrent Constantin Meunier, et son fils Charles, dit Karl, qui peignait une copie de la Descente de la Croix de Pedro de Campaña. De ce voyage en Espagne, il ramène les portraits suivants : Femme espagnole (1881) et La Sévillane (1882).
À partir de là, et comme l’avait fait avant lui son professeur Jean Portaels, il se rend au Maroc en quête de motifs exotiques et d’impressions nouvelles. Il reste quatre mois à Tanger, pour y pratiquer le dessin et la peinture des scènes pittoresques de la rue, de la kasbah et des souks : Cordonnier de la rue arabe (1882), Garçon arabe (1882), Repos de garde (1883). Il y retourne à deux reprises, en 1883-1884 puis en 1887-1888.
Pour son troisième séjour au Maroc, du 4 décembre 1887 au 5 mars 1888, il accompagne le juriste et écrivain belge Edmond Picard dans sa mission officielle auprès du sultan Moulay Hassan. Sa tâche consiste à réaliser des croquis qui illustreraient plus tard l'ouvrage de Picard intitulé El Moghreb Al Aksa. Une mission belge au Maroc. L'ouvrage, aujourd'hui rare et recherché, fut publié en 1889 à Bruxelles par Larcier, avec un frontispice d'Odilon Redon et 27 lithographies pleine page en noir et blanc ou en rouge de Van Rysselberghe.

### Retour en Belgique

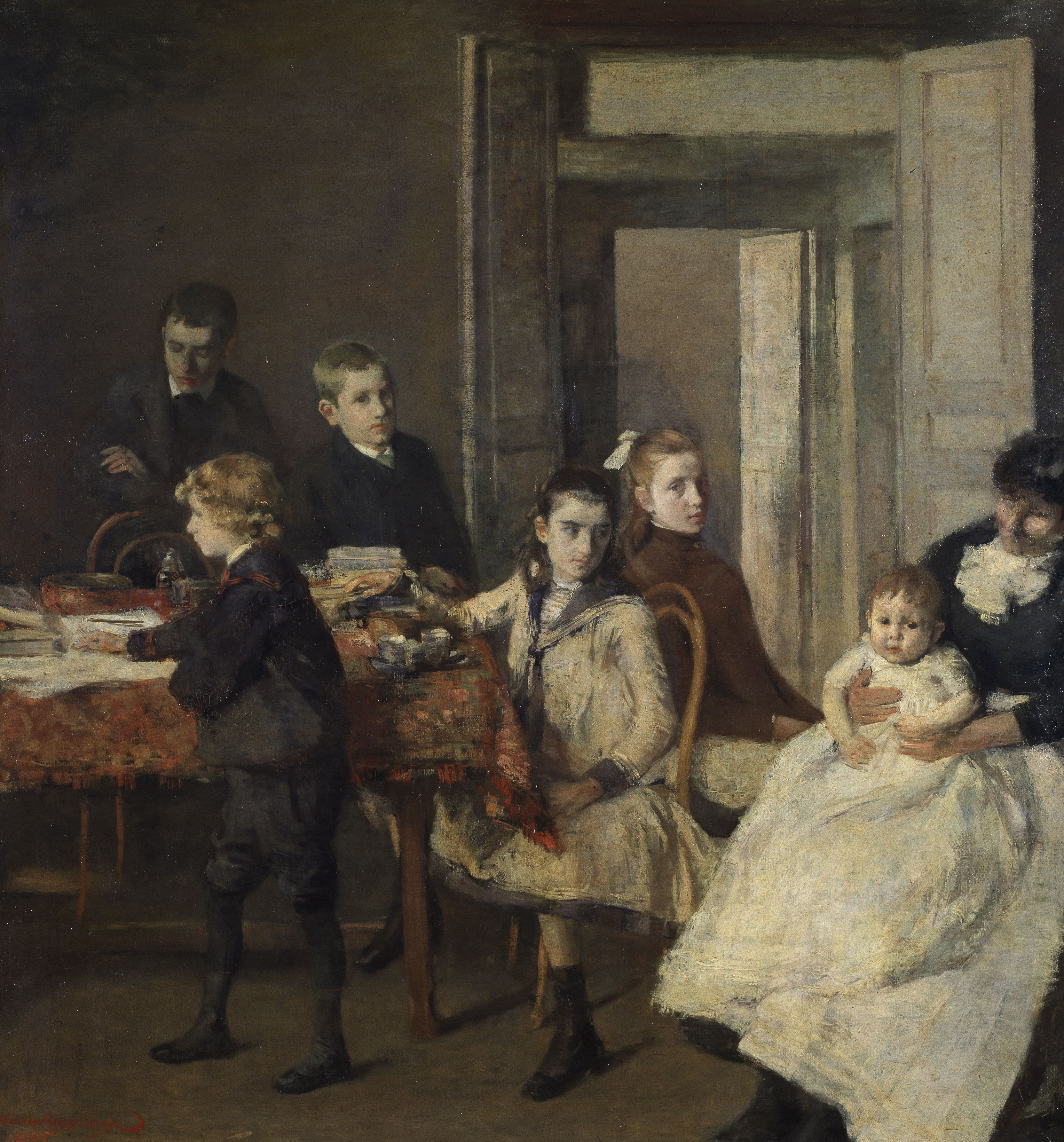
Les Enfants de François Van Rysselberghe, 1885
Musée des Beaux-Arts de Gand

De retour en Belgique, il montre environ trente œuvres de son voyage au Cercle Artistique Littéraire et à Gand. Elles rencontrent un succès instantané, en particulier Les Fumeurs de kif, Le Vendeur d'oranges et un Paysage marin du détroit (soleil couchant), Tanger (1882). En avril 1883, il expose ces scènes de la vie quotidienne méditerranéenne au salon de L'Essor à Bruxelles devant un public enthousiaste. À cette même époque, il se lie d'amitié avec l'écrivain et poète Émile Verhaeren qu'il allait plus tard représenter à plusieurs reprises. En septembre 1883, van Rysselberghe se rend à Haarlem afin d'étudier la lumière dans les œuvres de Frans Hals. Le rendu précis de la lumière continue à occuper son esprit. Là, il a également rencontré le peintre américain William Merritt Chase
.
Le portrait de Marguerite Van Mons (1886), conservé au Musée des Beaux-Arts de Gand, fait partie d’une série d’œuvres de transition des années 1885–1887 pendant laquelle il s’essaie à différents styles. Un certain nombre d’œuvres de cette période baignent dans une atmosphère symboliste et mélancolique. L’arrière-plan géométrique et l’exploration des possibilités de la couleur noire témoignent de l’influence de James Abbott McNeill Whistler, invité par Les Vingt dès 1884.
Vers 1886-1887, il découvre l'œuvre de Georges Seurat en compagnie d'Émile Verhaeren. Ami d'Octave Maus, il est un des membres fondateurs en 1883 du groupe bruxellois d'avant-garde Les Vingt. À la fin du XIXe siècle, le pointillisme de ses peintures fait place à une composition à larges touches allongées. Comme Georges Seurat et Paul Signac, il réalisa de nombreux paysages marins. Il a aussi réalisé des gravures qui sont moins connues.
En 1889, il séjourne à Thuin, dans la maison de campagne que ses beaux-parents louent dans une dépendance de l’Abbaye d’Aulne. Il choisit d'y représenter un sujet très moderne - la représentation de jeunes femmes jouant au tennis. En 1891 c'est à Ambleteuse, sur la Côte d’Opale dans le Pas-de-Calais qu'il passe des vacances dans la villa du couple Georges et Laure Flé. Il est compositeur et elle cantatrice, et ils accueillent  accueilli des artistes dans leur villa. Il réalise le portrait de Laure Flé, conservé au MNHA Luxembourg.

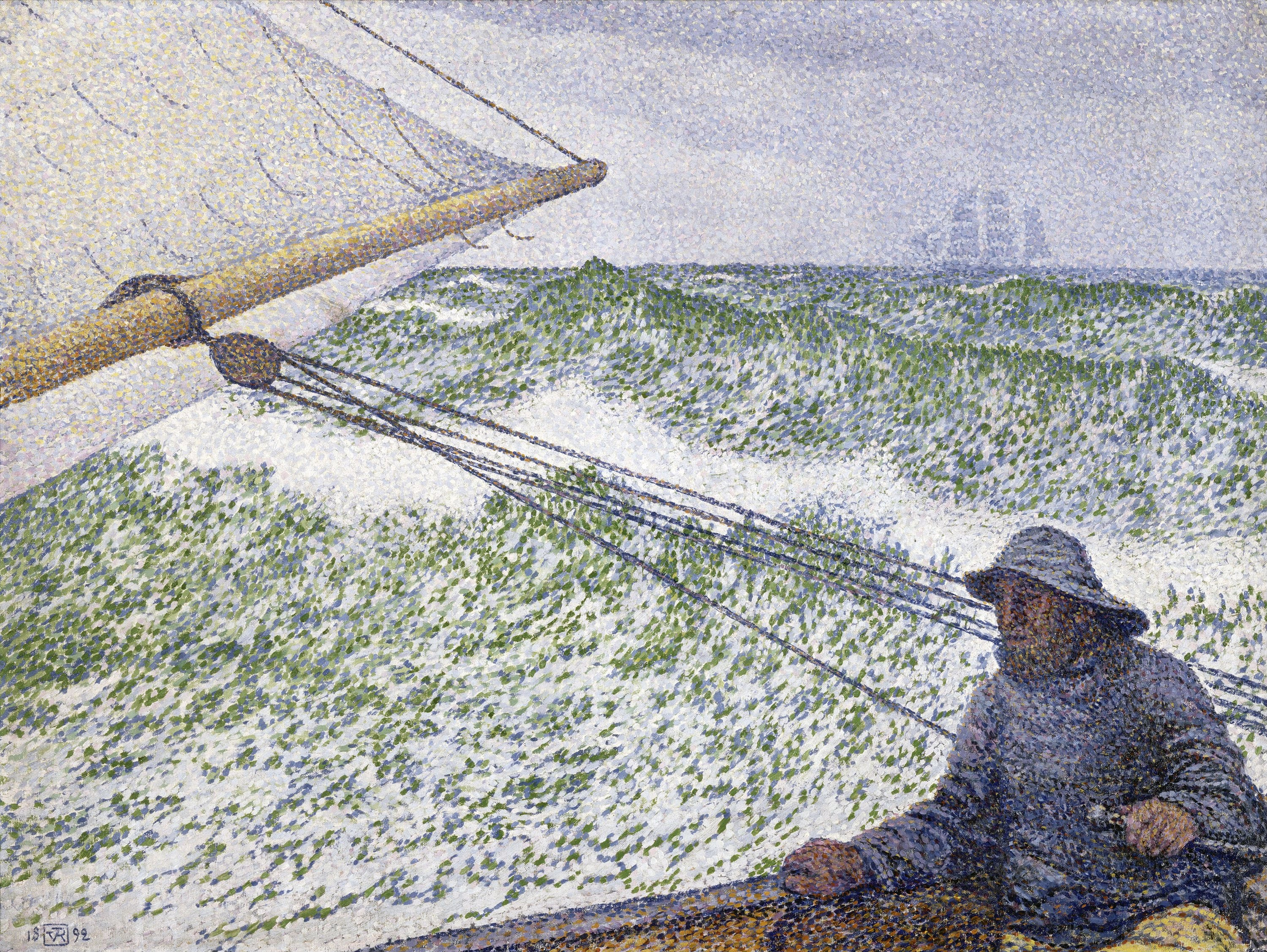
L'Homme à la barre, 1892
Musée d'Orsay, Paris

Il peint des sujets maritimes vers 1890, s’inspirant pour la plupart de l’Escaut, près de sa ville natale d’Anvers. Parmi ces peintures, on trouve un portrait de son ami le peintre Paul Signac à la barre de son voilier. Les deux hommes partageaient de nombreux intérêts communs, notamment la voile et la peinture, et leur relation a constitué le lien le plus solide entre la Société des artistes indépendants basée à Paris et le groupe belge Les XX – auquel Signac a été élu en 1891.

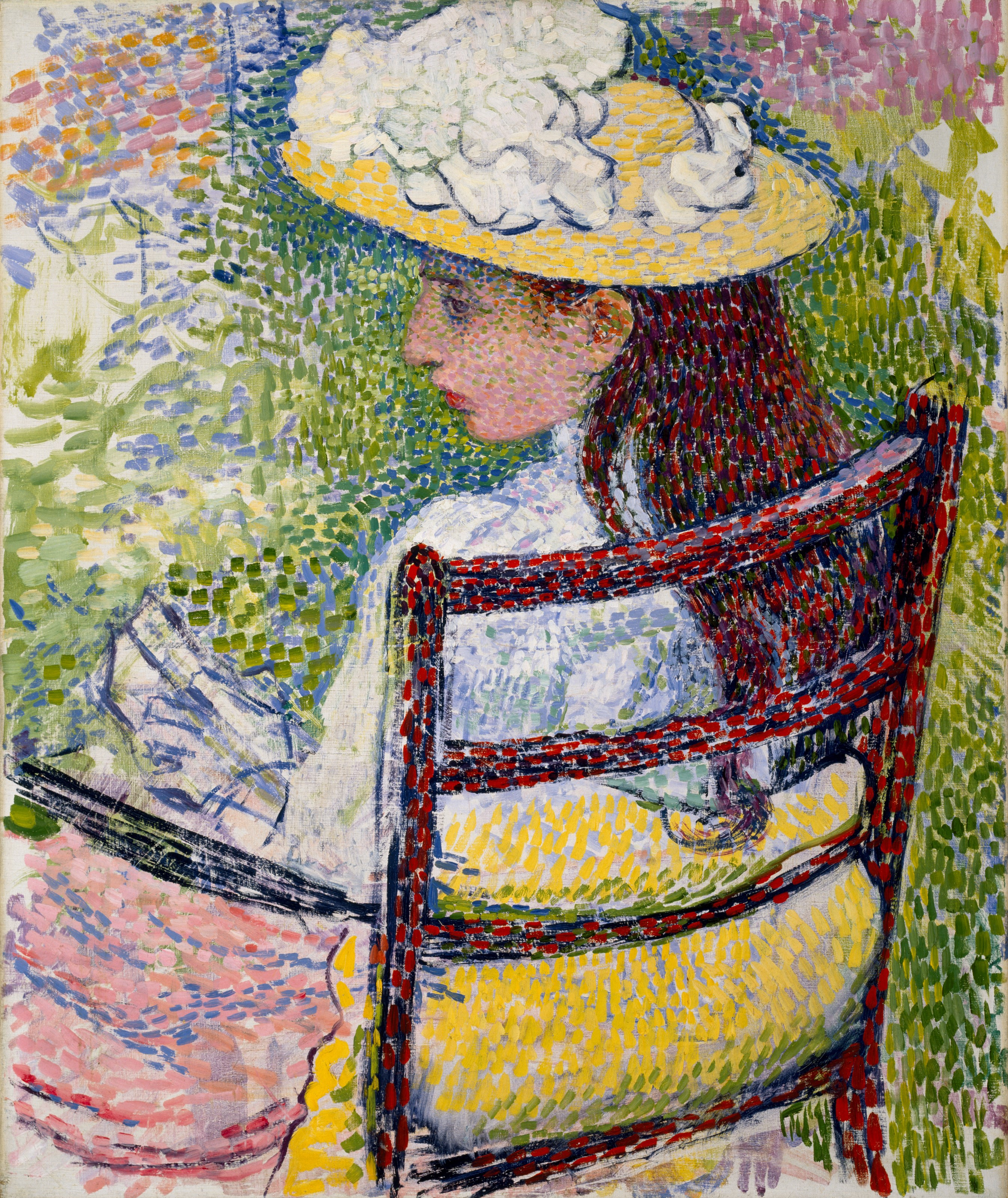
Jeanne Pissarro, 1895
Musée des Beaux-Arts de Houston

En 1894, il encourage Camille Pissarro à le rejoindre à Bruxelles. Pissarro comptait y séjourner trois ou quatre mois, mais son départ est précipité en raison des représailles gouvernementales après l'assassinat du président de la République Sadi Carnot. Il était connu comme sympathisant anarchiste, et se retrouva parmi les centaines de suspects. Il fuit la France le 24 juin 1894 avec sa femme et son fils Félix.
Il peint alors ses premières œuvres pointillistes sur le modèle de Georges Seurat. Il fait ensuite partie du groupe La Libre Esthétique à Bruxelles pour lequel il exécute une affiche (1896).

### Retour en France
Il s'installe à Paris en 1898 au 59, rue Scheffer, qu'il quitte en 1901 pour s'installer à la villa Aublet au 44, rue Laugier, dont l'architecte Louis Bonnier (1856-1946) réalise l'installation. Il fait partie du cercle des pointillistes et joue un rôle important dans l'introduction de l'art moderne français en Belgique.
Le 29 mars 1891, Seurat succombe tragiquement à la diphtérie à l’âge de 31 ans. Un différend surgit lors du règlement de sa succession, au cours duquel Signac est attaqué, entre autres, par le néo-impressionniste belge Georges Lemmen. Van Rysselberghe intervient avec succès comme médiateur, et au cours des mois qui suivent, avec Signac ils se chargent de préserver le formidable héritage de Seurat, en organisant ensemble deux rétrospectives commémoratives, à l’exposition annuelle des LXX à Bruxelles en février 1892 et au Salon des indépendants à Paris en mars-avril. Moins d’une semaine après l’ouverture de ce dernier salon, ils embarquent pour un voyage en bateau de deux mois dans le sud de la France. Ils empruntent le canal du Midi à Toulouse et arrivent le 14 avril à Sète. De là ils naviguent vers l’est, passant par Marseille et Toulon, et jettent l’ancre début mai à Saint-Tropez. Il rapporte de ce voyage Barques de pêche en Méditerranée.

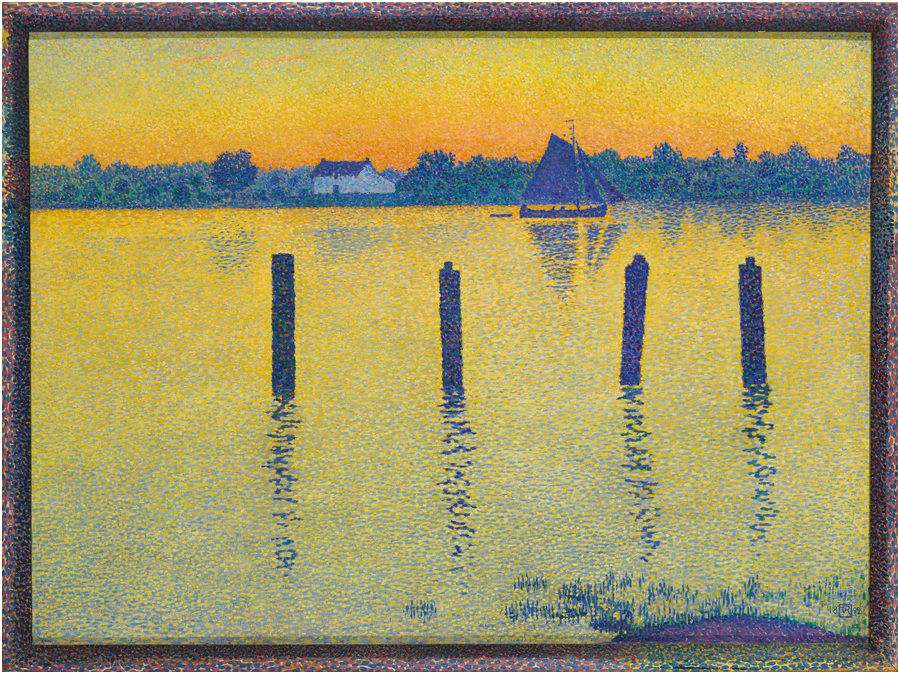
L’Escaut en amont d’Anvers, le soir, 1892
Collection privée

Son amitié avec Paul Signac porte aussi sur les idées anarchistes. Il participe à la presse libertaire et notamment régulièrement au journal Les Temps nouveaux de Jean Grave, à qui il donne des œuvres de 1897 à 1911. Il fréquente le géographe Élisée Reclus et le peintre Camille Pissarro, ainsi que Camille Platteel (1854-1943), amie de sa famille depuis de longue date, et maîtresse de Félix Fénéon. En 1899, il réalise la couverture de La Morale anarchiste de Pierre Kropotkine,.
En 1899, il est invité à participer à la troisième exposition organisée dans le bâtiment de la Sécession à Vienne. Il y expose trente-deux œuvres dans une salle dédiée, dont L’Escaut en amont d’Anvers, le soir, bien que beaucoup d’entre elles soient des portraits, comme ses peintures des sœurs Sèthe, d’Émile Verhaeren et de Paul Signac dans son bateau. Il a également l’honneur de voir un article écrit sur son travail par Verhaeren, qui fut publié dans la chronique de la Sécession viennoise Ver Sacrum.

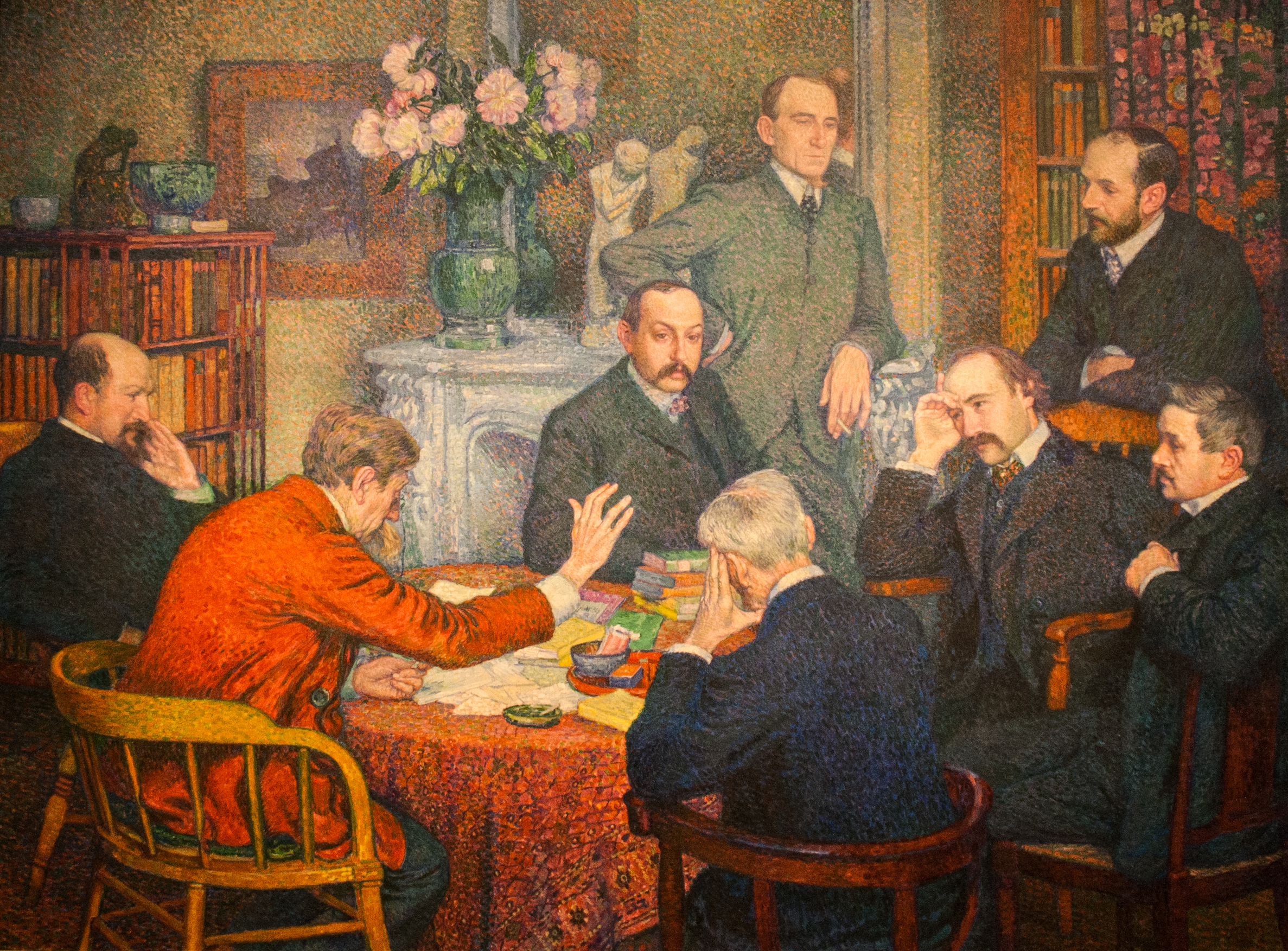
La Lecture par Émile Verhaeren, 1903
Musée des Beaux-Arts de Gand

Son tableau La Lecture de 1903 est un témoignage des contacts franco-belges et de l'entente interdisciplinaire qui caractérise la vie artistique progressiste de l'époque. Il organise dans la maison de Verhaeven, une réunion imaginaire de leurs amis communs : le peintre français Henri-Edmond Cross et les poètes et écrivains Félix Le Dantec, Francis Vielé-Griffin, André Gide, Maurice Maeterlinck, Félix Fénéon et Henri Ghéon.

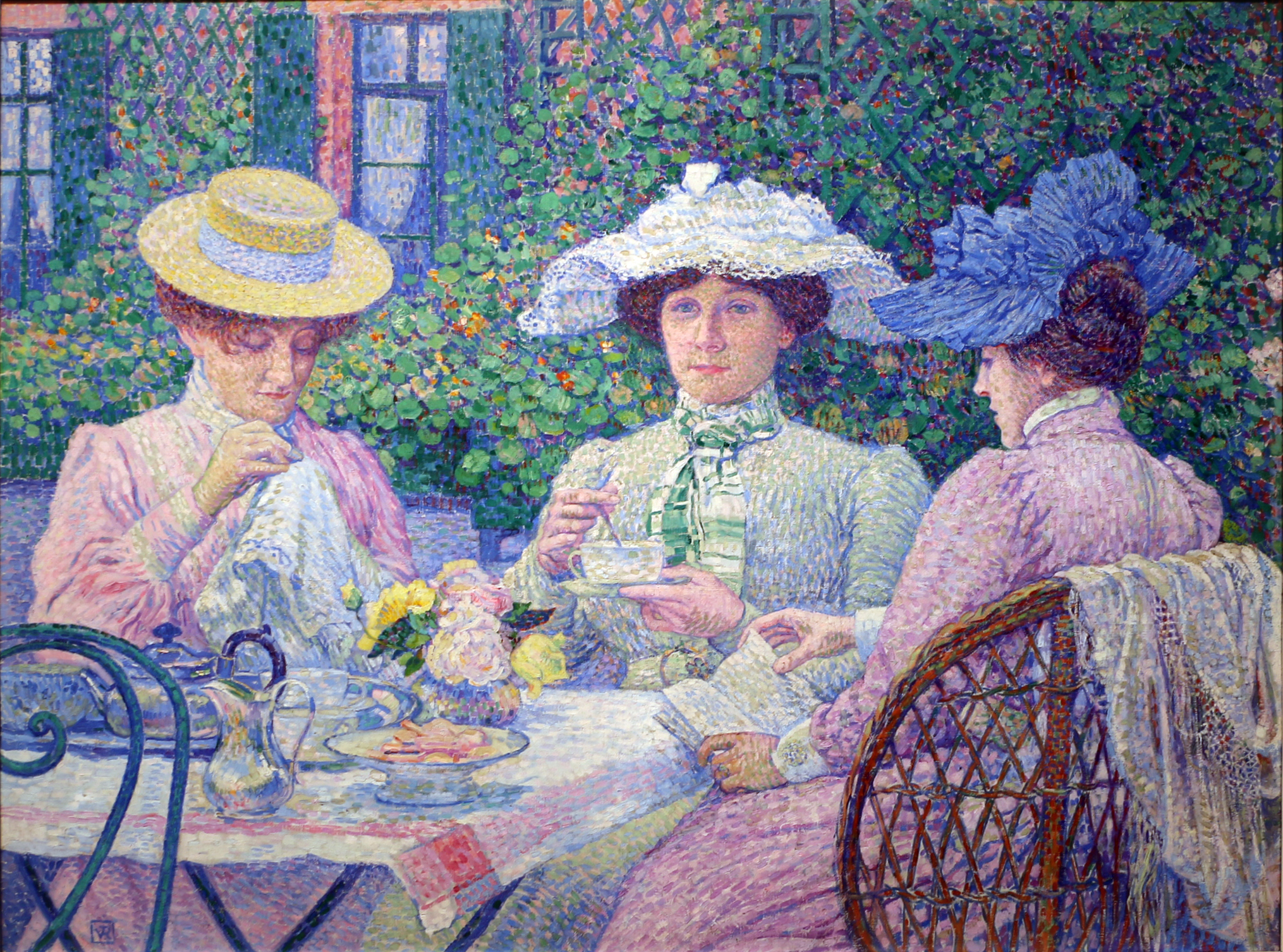
Le Thé au jardin, 1904
Musée communal des beaux-arts d'Ixelles

Le tableau Thé au jardin qu'il réalise en 1904 nous montre l'atmosphère de ses réunions amicales. Marie Closset, qui brode un mouchoir, sur la gauche, est une poétesse belge connue sous le pseudonyme de Jean Dominique. La femme au milieu, qui remue le thé dans sa tasse, est la cantatrice Laure Flé. Toutes deux sont amies du peintre et de sa femme Maria que l'on découvre, plongée dans une lecture, à la droite du tableau.
En 1913, il fait construire à Auteuil un hôtel particulier au 14, rue Claude-Lorrain par Auguste Perret,

### Provence

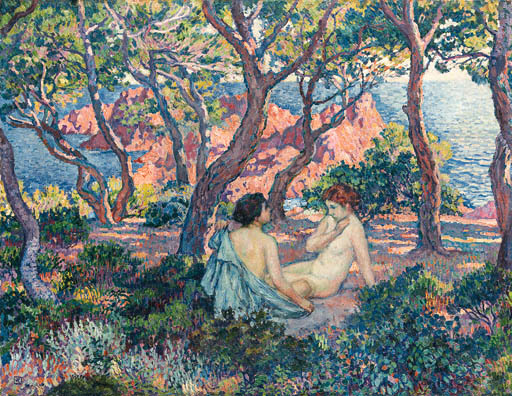
A l'ombre des pins, vers 1905
Collection privée

À la fin des années 1890, il s'établit en Provence à Saint-Clair village de la commune du Lavandou et retourne vers une certaine forme de classicisme.
En 1909, il reçoit des commandes pour l'hôtel de Paul Nocard, propriétaire de la célèbre maison de parfums L.T. Piver. Pour l'atrium de cet immeuble prestigieux de Neuilly-sur-Seine, banlieue chic de Paris, il crée quatre compositions avec des baigneurs. Ce thème lui donne l'occasion de peindre librement des nus dans la nature dont il a fait son thème de prédilection à partir de 1905 : L'Heure embrasée (1897), Baigneuse autour d'un rocher (1910), Baigneuses à Cavalière (1910).
Il peint également quelques nus isolés (Nageuse au repos : 1922, L'Ablution ou Vénus accroupie : 1922). L'érotisme ne semble cependant peu présent, du moins pour l'écrivain André Gide qui parle à ce propos de « nus hygiéniques ». Cette période voit la transition entre l'influence post-impressionnisme et une tendance vers le classicisme.

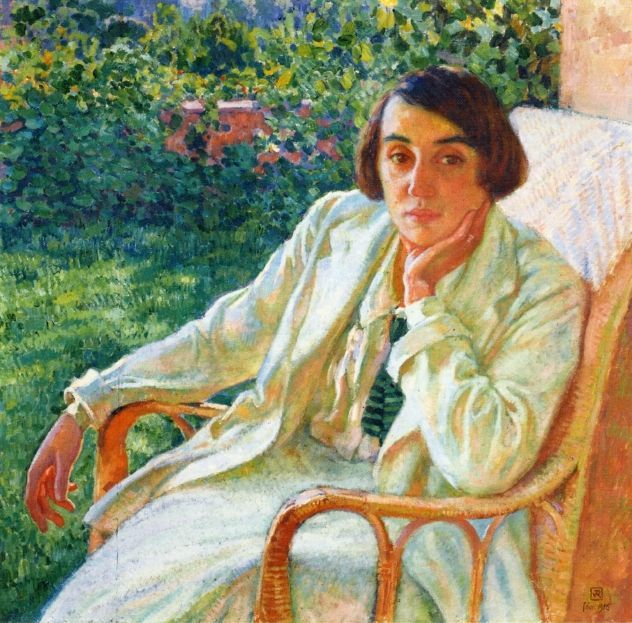
Elisabeth Van Rysselberghe au siège en rotin, 1916
Collection privée

Il meurt à Saint-Clair le 13 décembre 1926, et est inhumé au cimetière du Lavandou.
Sa fille Élisabeth, après avoir eu une fille, Catherine, avec André Gide, épouse en 1931 le romancier dunkerquois Pierre Herbart.

## Œuvre
À partir de 1888, il applique d'abord assez radicalement, ensuite spontanément le divisionnisme.
Il peint de nombreux portraits qu'il consacre essentiellement à ses proches, dont celui d’Alice Sèthe. Ce dernier met en valeur le décor, peint avec précision, ce qui contraste avec la volonté synthétique des pointillistes français. Ses personnages n'ont pas l'« hiératisme » de ceux de Seurat comme le souligne Émile Verhaeren.
Outre le post-impressionnisme, le peintre sera également influencé par le japonisme, admirateur, en particulier d'Hiroshige. Ses paysages maritimes se simplifient, contrastant avec le luxe de détails de ses portraits.
Le thème des nus qu’il développe à partir de 1910 correspond à un moment crucial de sa carrière qui voit la transition entre l'influence post-impressionniste et une tendance vers le classicisme. Il y abandonne la méthode prônée par Georges Seurat.
Théo van Rysselberghe a également illustré des livres, comme le recueil de textes d'Émile Verhaeren, l'Almanach en 1895, dessinant lettrines, arabesques et illustrations. Il décore ainsi certains catalogues d'exposition du groupe des XX.

Œuvres de Théo van Rysselberghe
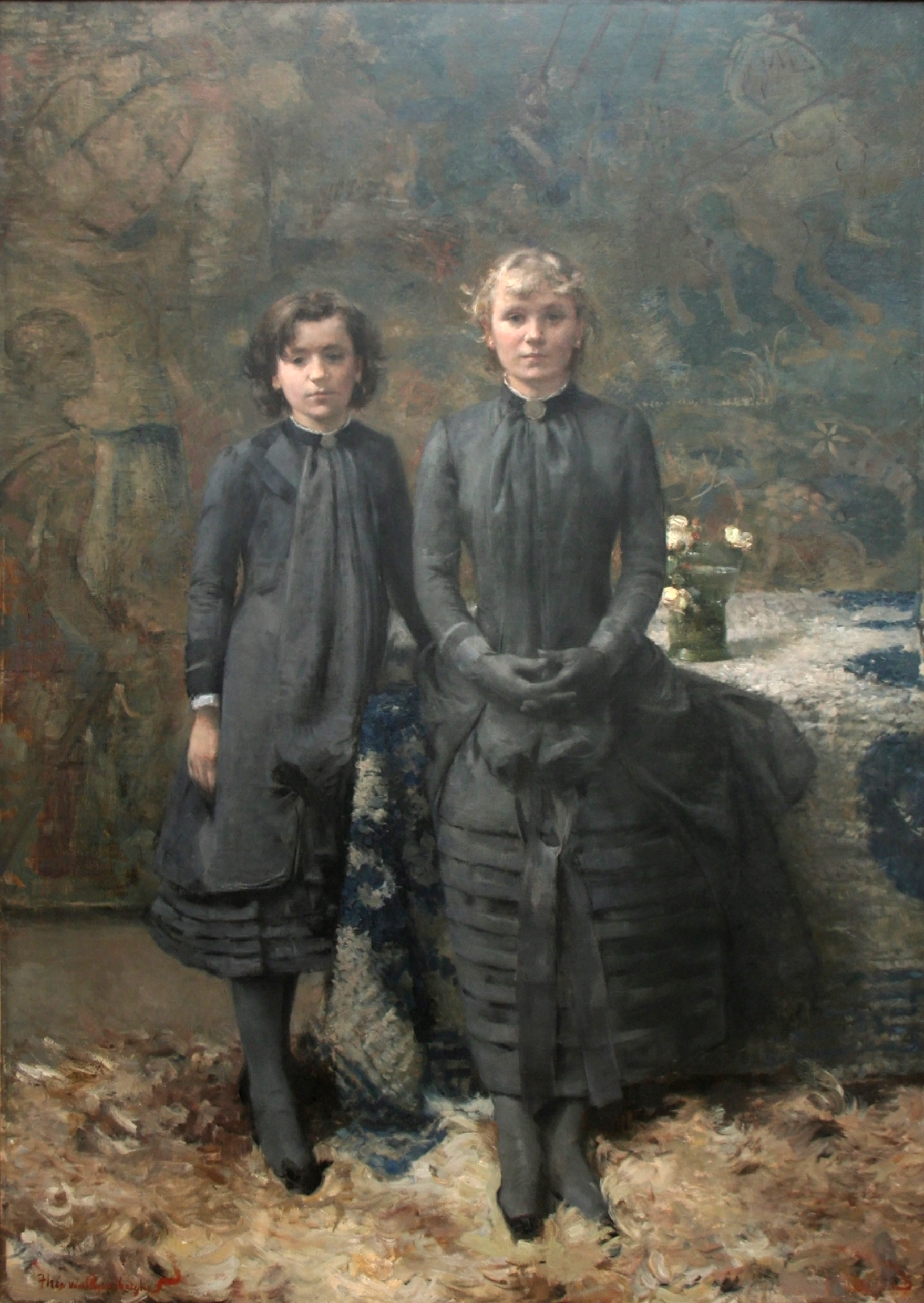
Les Sœurs du peintre Schlobach (1884), musée d'art moderne et d'art contemporain de Liège.
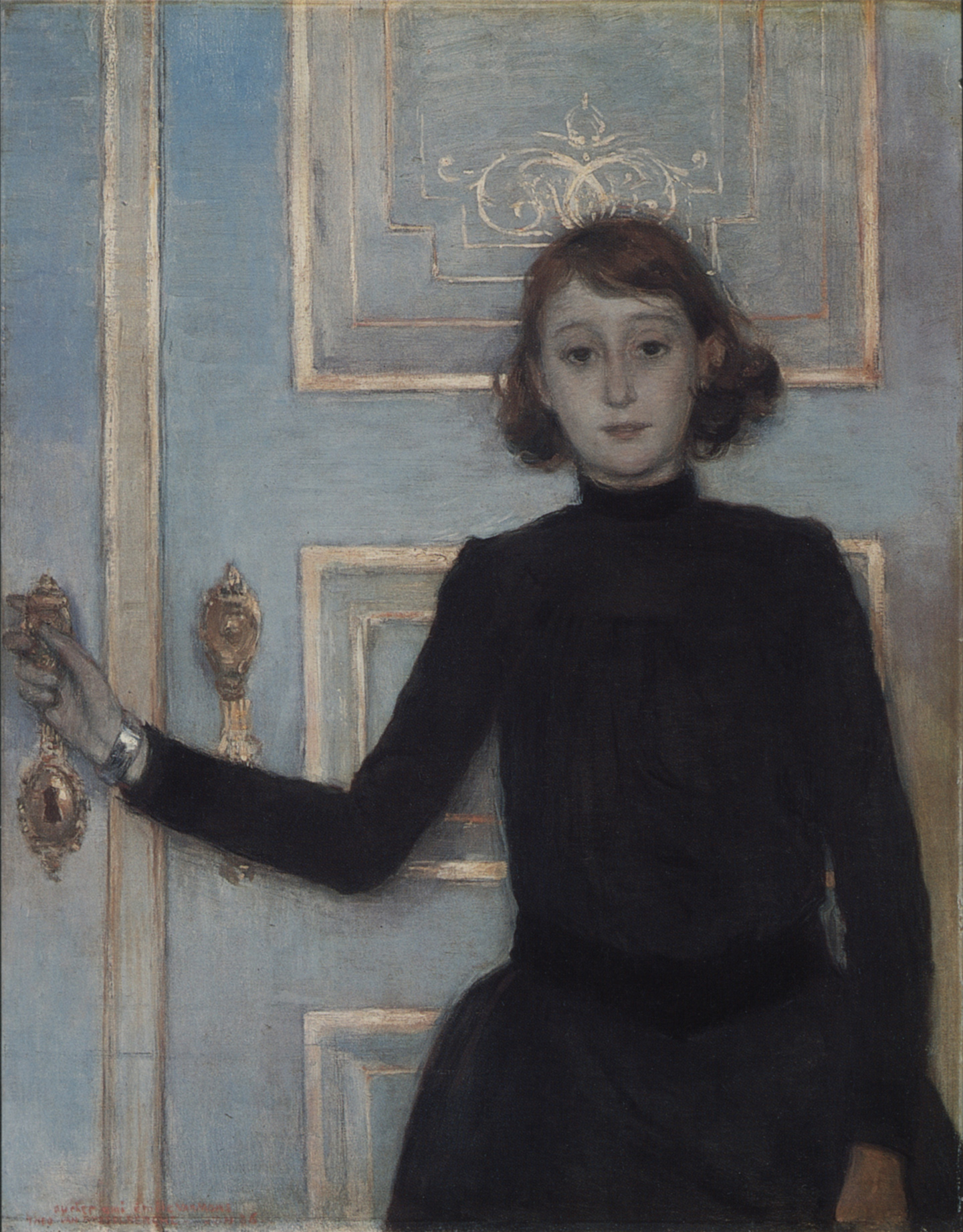
Portrait de Marguerite Van Mons, future épouse de Thomas Braun[33], musée des beaux-arts de Gand.
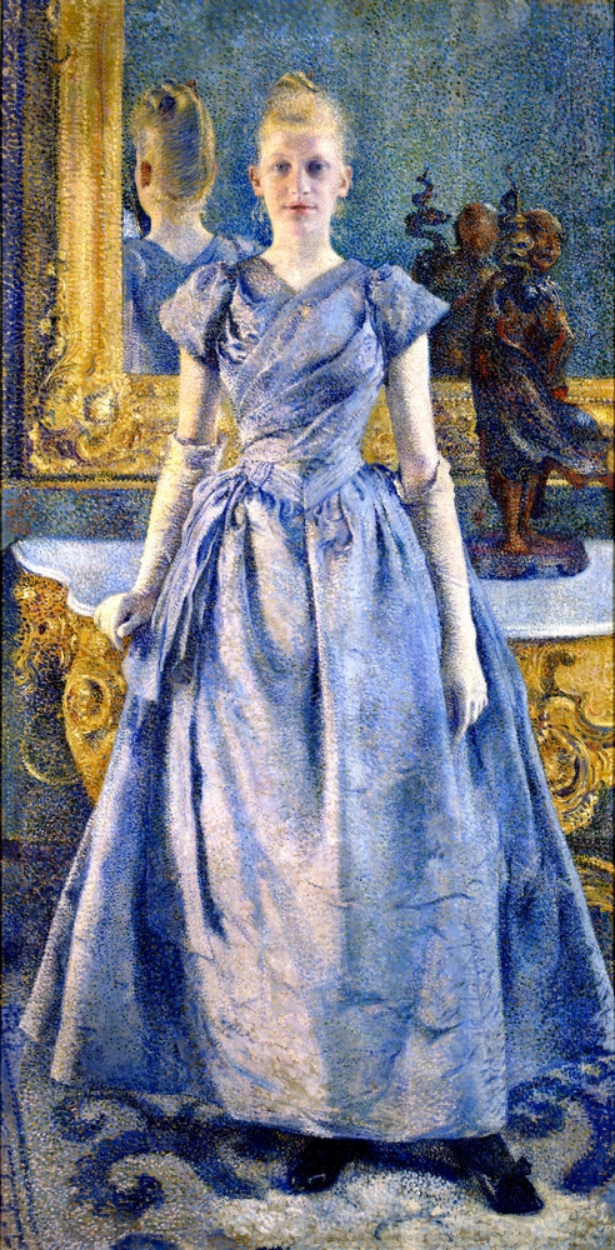
Portrait d'Alice Sèthe (1888), Saint-Germain-en-Laye, musée départemental Maurice-Denis « Le Prieuré ».
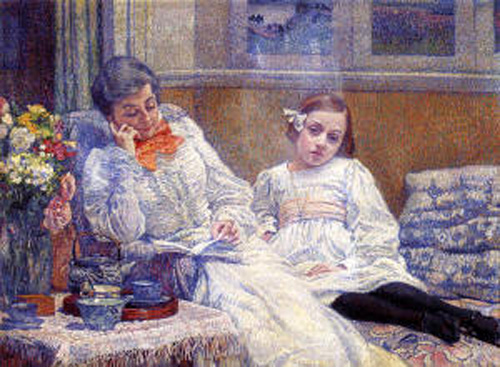
Madame van Rysselberghe et sa fille (1899)[34], Musées royaux des beaux-arts de Belgique.
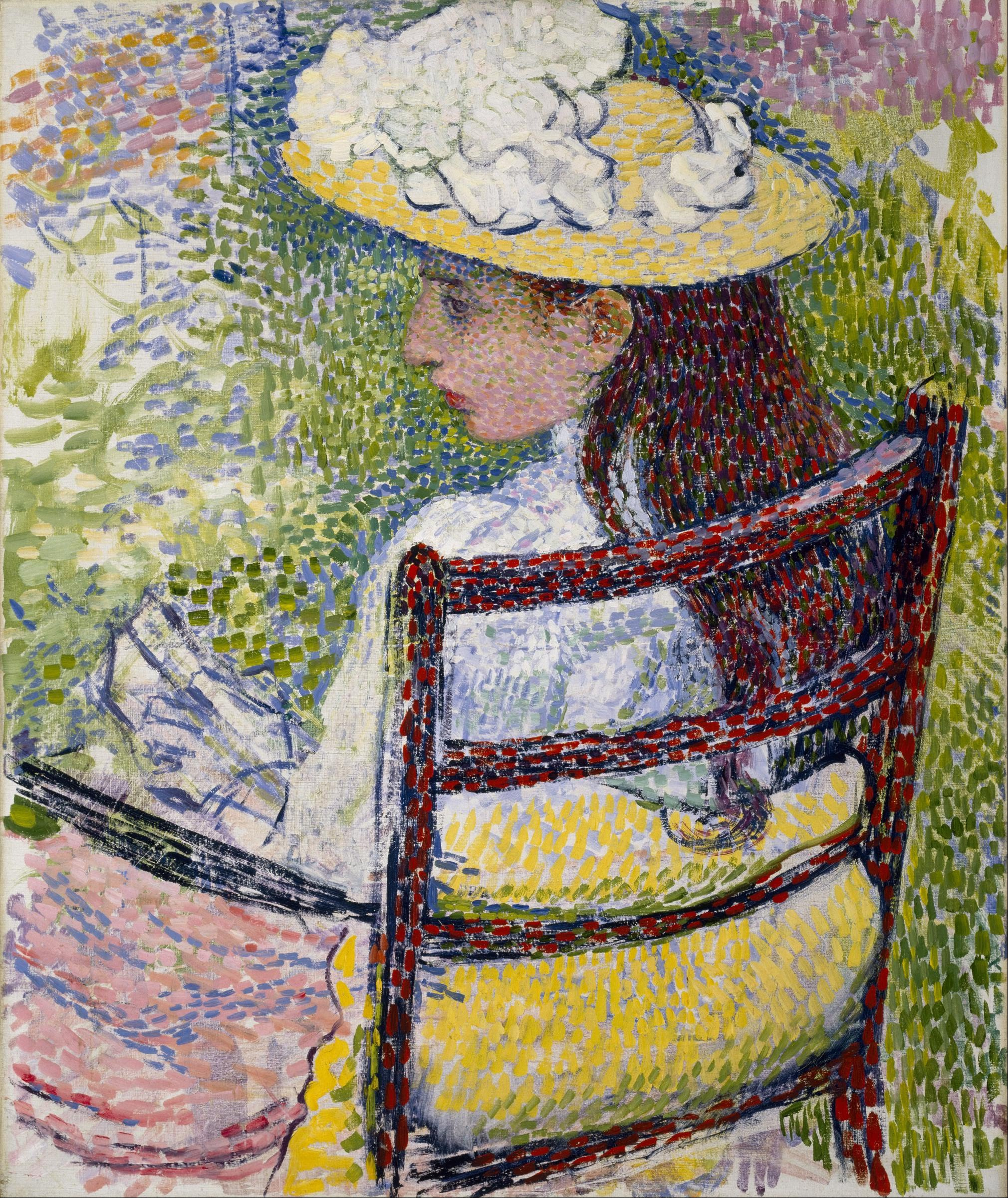
Jeanne Pissarro (1895), musée des beaux-arts de Houston.
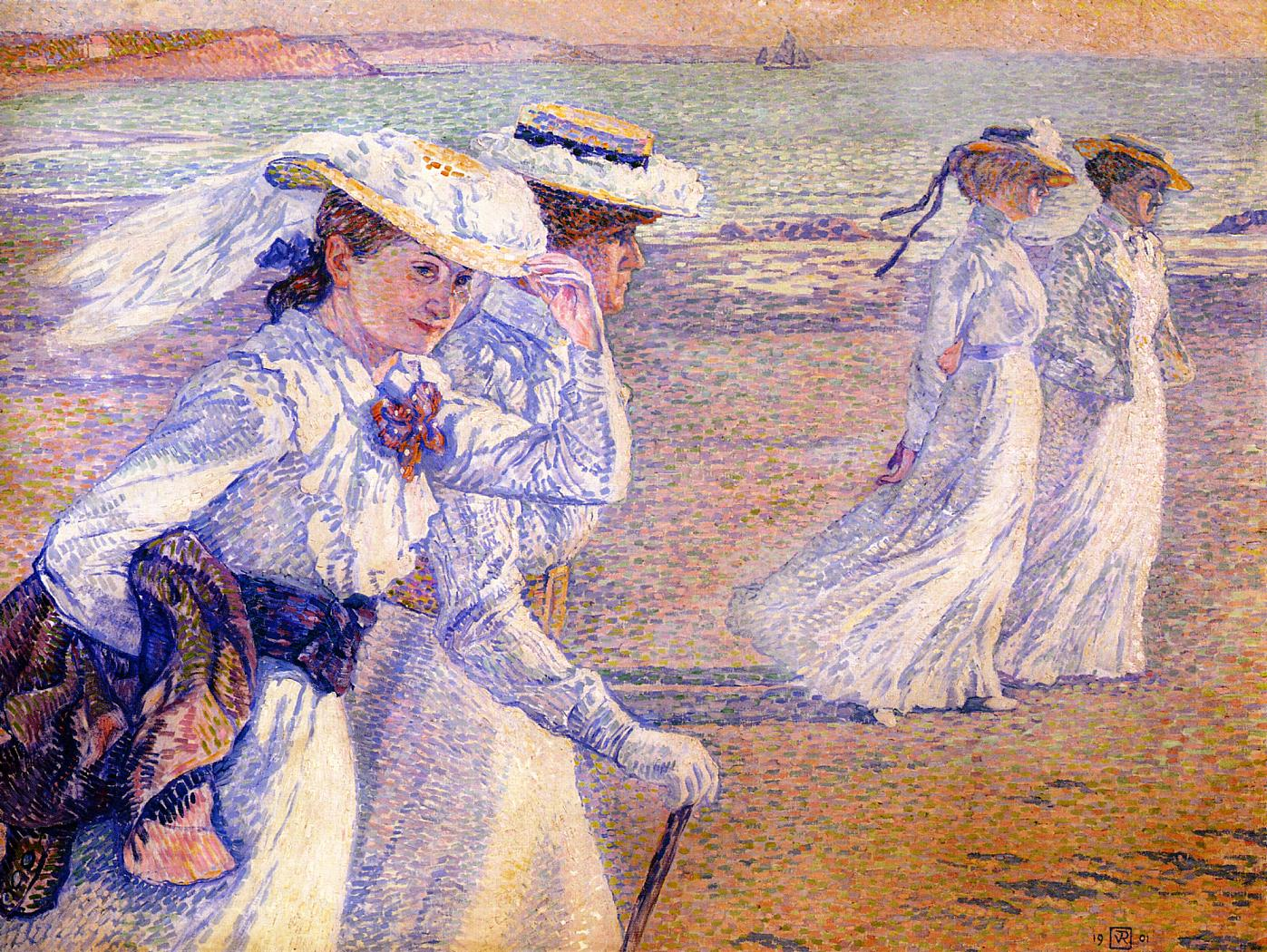
La Promenade ou la Peacock's march (1901)[35], Musées royaux des beaux-arts de Belgique.
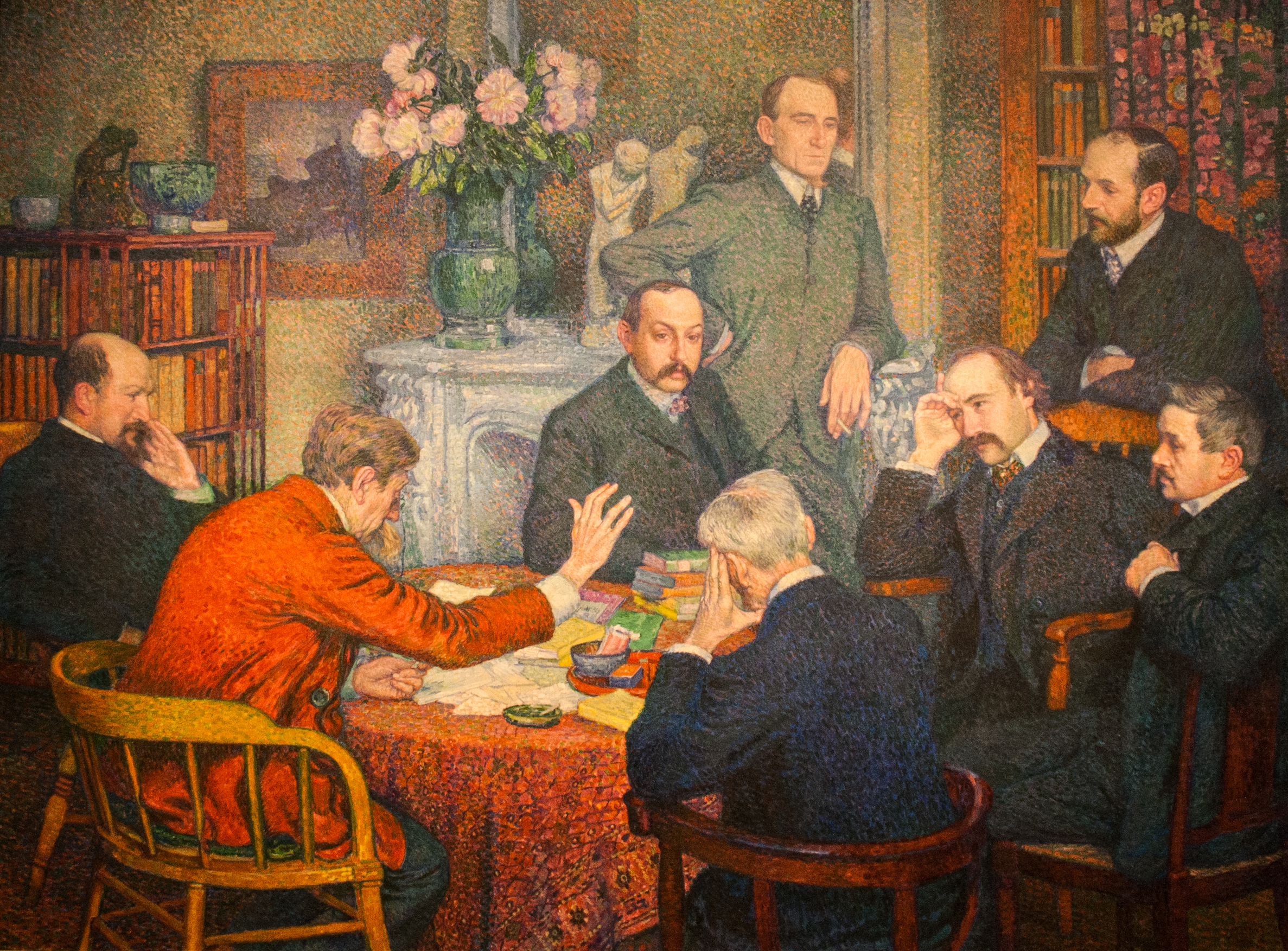
La Lecture par Émile Verhaeren (1903)[36], musée des beaux-arts de Gand.
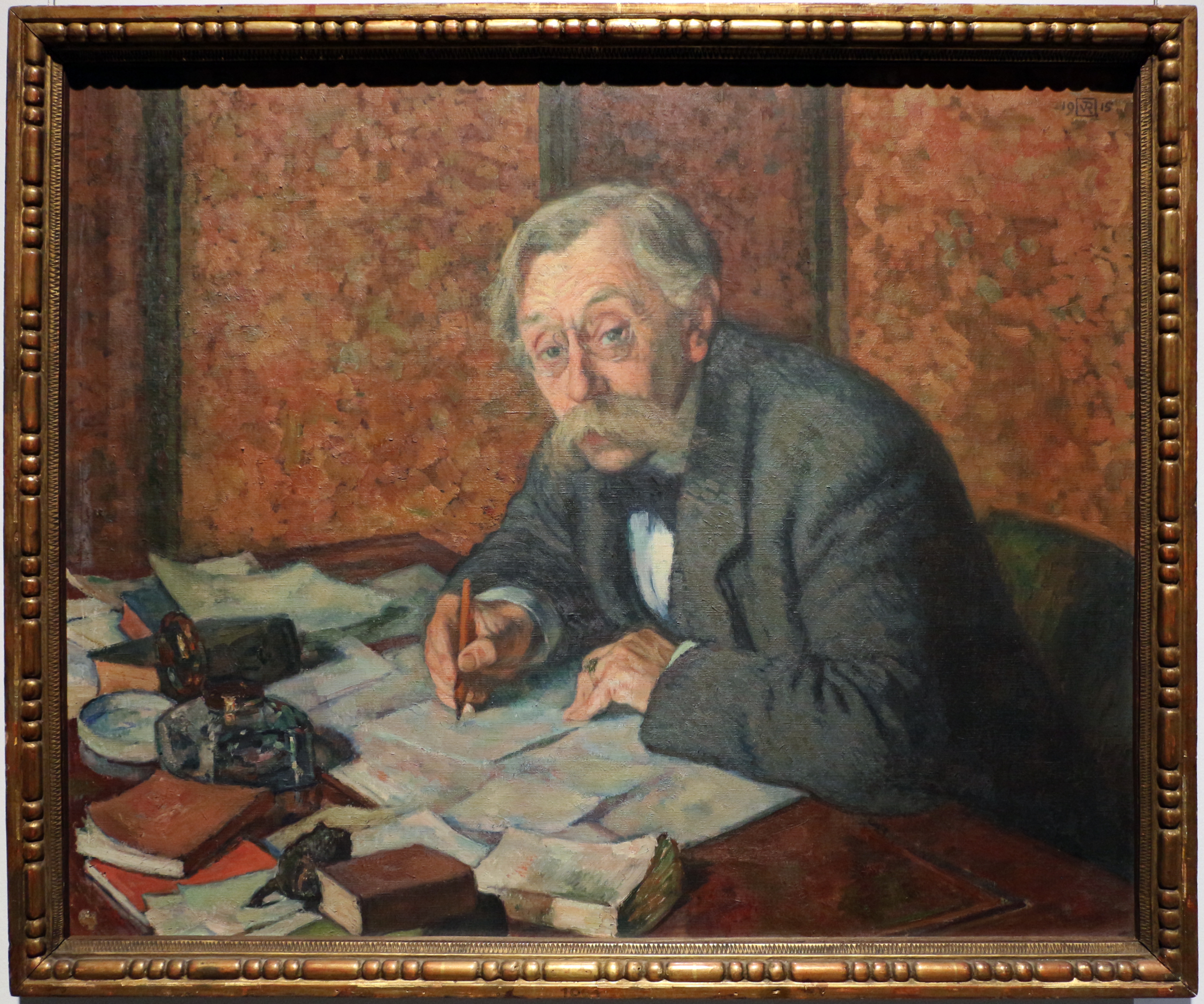
Portrait d'Émile Verhaeren (1915), Bruxelles, musée Fin-de-Siècle.
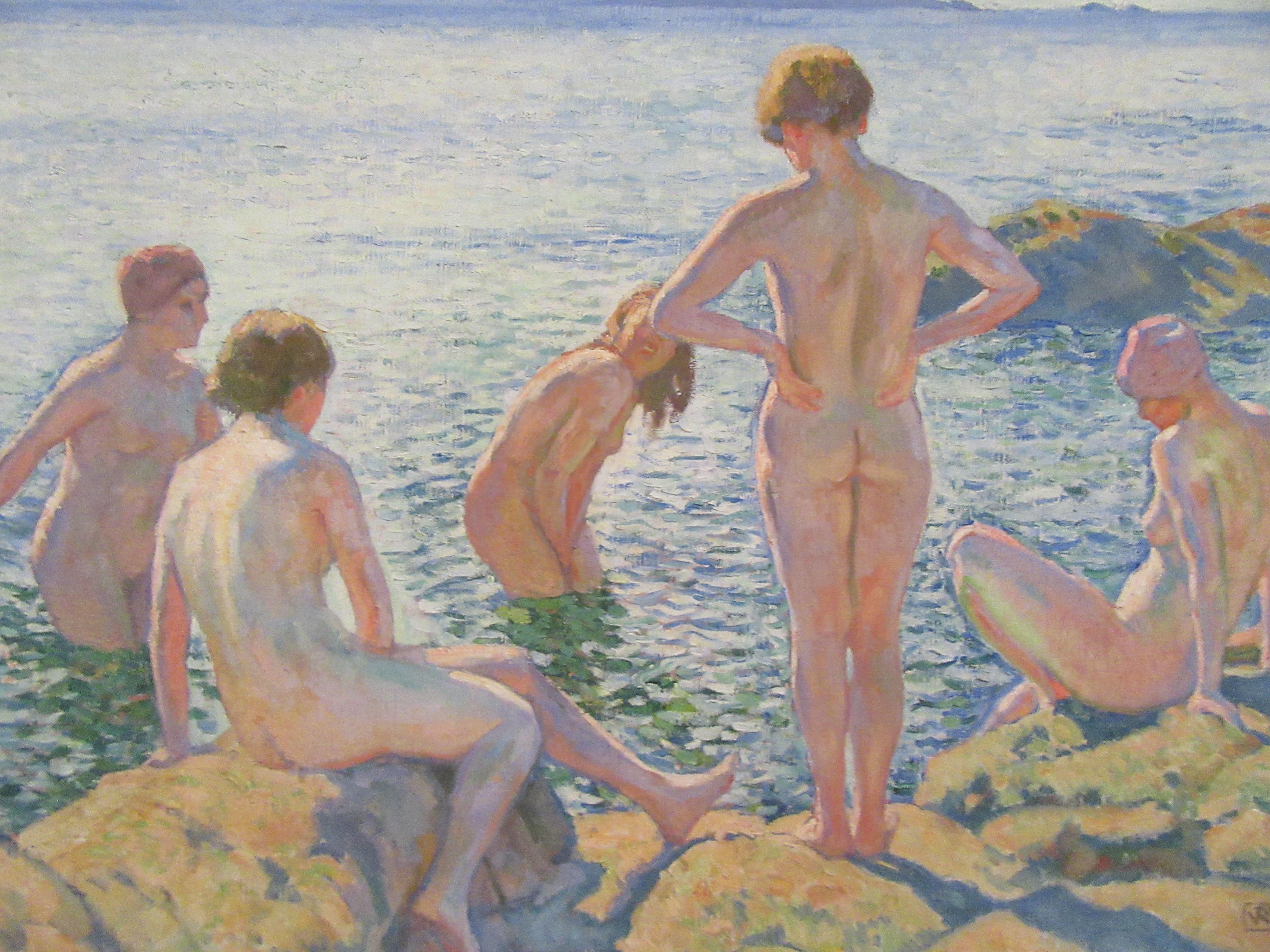
Les baigneuses de T. van Rysselberghe (1910) (Mu.Zee, Ostende).
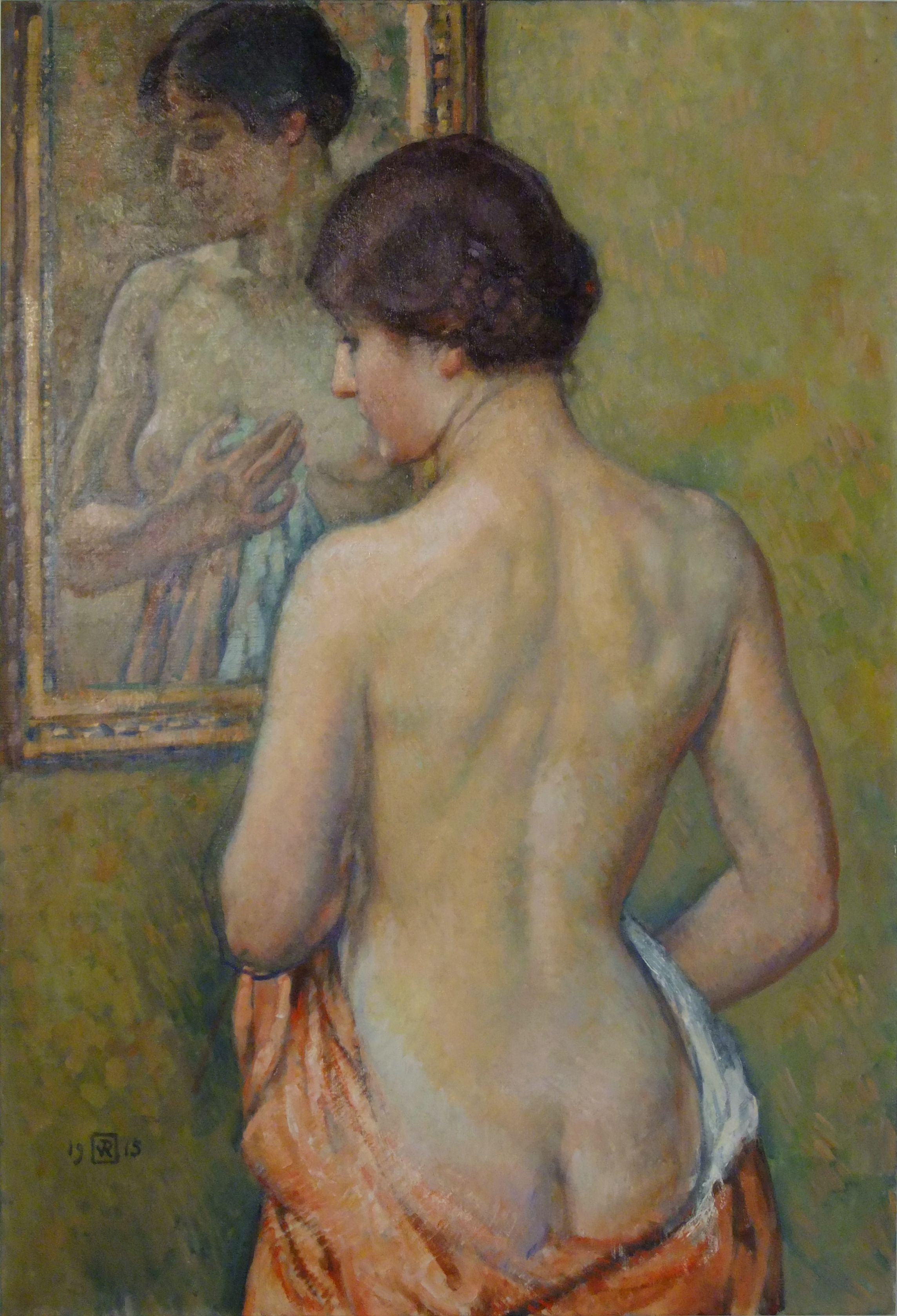
La Toilette (1915), Musée d'Histoire et d'Art de Bormes, Var, France.

### Dessins
- Autoportrait, 1888-1889, pastel et crayon sur papier, New York, Museum of Modern Art[37]
- Jeune femme près d'une fenêtre, dessinant, 1890, crayon Conté sur papier, Paris, musée d'Orsay[38]
- Portrait d'Alexandre Charpentier devant son chevalet, vers 1893-1901, sanguine brun foncé sur papier vergé collé sur carton, Paris, musée d'Orsay[39]
- Le Café-concert, 1896, eau-forte[40]
- Portrait de Félix Fénéon, 1903, fusain et sanguine sur papier vélin, Paris, musée d'Orsay[41]
- Deux femmes au piano, 1904, fusain sur papier, Paris, musée d'Orsay[42]
- Portrait d’Élisée Reclus, 1907, pastel sur papier gris collé en plein,Paris, musée d'Orsay [43]
- Portrait d'André Gide, 1915, plume et encre bruneWilliamstown, Clark Art Institute[44]
- Portrait d'homme, 1920, crayon noir sur papier, Paris, musée d'Orsay[45]
- Portrait de deux femmes, s.d., crayon noir sur papier calque contrecollé, Paris, musée d'Orsay[46]
- Bateaux à Volendam, s.d., encre noire sur papier, Paris, musée d'Orsay[47]

### Iconographie
- Dornac, Portrait de trois-quarts face, de Théo van Rysselberghe, en blouse de travail dans son atelier rue Lauger à Paris, photographie, Oftringen, Fondation Catherine Gide.